# Théorème de Hurwitz (approximation diophantienne)
Pour les articles homonymes, voir Théorème de Hurwitz.
En théorie des nombres, le théorème de Hurwitz sur les approximations diophantiennes, établi en 1891 par Adolf Hurwitz, énonce que pour tout nombre irrationnel {\displaystyle x}, il existe une infinité de rationnels {\displaystyle h/k} tels que

## Précisions
- L'hypothèse d'irrationalité de {\displaystyle x} est indispensable, puisque la mesure d'irrationalité d'un rationnel est égale à 1.
- L'ensemble des couples {\displaystyle (h,k)\in \mathbb {Z} \times \mathbb {N} ^{*}} vérifiant l'inégalité est infini si et seulement si le sous-ensemble de ceux pour lesquels {\displaystyle h} et {\displaystyle k} sont premiers entre eux l'est.
- Les rationnels {\displaystyle h/k} qui vérifient l'inégalité font partie des réduites de l'irrationnel {\displaystyle x} (ce résultat est établi dans l'article Fraction continue et approximation diophantienne).
- La constante √5 est optimale : pour {\displaystyle x} égal par exemple au nombre d'or, si l'on remplace, dans la formule ci-dessus, √5 par n'importe quel nombre strictement plus grand, l'inégalité (même large) n'est vérifiée que par un ensemble fini de rationnels {\displaystyle h/k}. En ce sens, le nombre d'or est — de même que tout nombre qui lui est équivalent — « l' »irrationnel qui s'approche le plus mal par des fractions. C'est pourquoi l'on parle parfois de lui comme du plus irrationnel de tous les irrationnels[2].

## Démonstration
- Optimalité de la constante √5.

Prenons {\displaystyle c={\frac {\sqrt {5}}{\alpha }}} avec {\displaystyle 0<\alpha <1} et {\displaystyle x={\frac {1+{\sqrt {5}}}{2}}}. Si {\displaystyle \theta ={\sqrt {5}}k^{2}\left({\frac {{\sqrt {5}}+1}{2}}-{\frac {h}{k}}\right)}, alors, on souhaite avoir {\displaystyle |\theta |\leq \alpha }. En arrangeant les termes et en élevant au carré, on trouve{\displaystyle h^{2}-hk-k^{2}={\frac {\theta ^{2}}{5k^{2}}}-\theta \,}.Si l'on considère {\displaystyle P(h)=h^{2}-hk-k^{2}} comme un polynôme en {\displaystyle h}, on a {\displaystyle P(h)=0\Leftrightarrow h={\frac {(1\pm {\sqrt {5}})k}{2}}}, mais, comme {\displaystyle h} et {\displaystyle k} sont entiers, ce n'est pas possible. Idem pour {\displaystyle P(k)}. Donc {\displaystyle |h^{2}-hk-k^{2}|\geq 1}.{\displaystyle 1\leq \left|{\frac {\theta ^{2}}{5k^{2}}}-\theta ~\right|\leq |\theta |+{\frac {|\theta |^{2}}{5k^{2}}}\leq \alpha +{\frac {\alpha ^{2}}{5k^{2}}}},soit encore {\displaystyle k^{2}<{\frac {\alpha ^{2}}{5(1-\alpha )}}}, ce qui donne un nombre fini de solutions pour {\displaystyle k}. Comme {\displaystyle h} doit vérifier l'inégalité citée dans l'énoncé du théorème, cela donne un nombre fini de nombres rationnels solutions.
- Démonstration du théorème proprement dit.

Considérons une suite de Farey d'ordre N, avec {\displaystyle {\frac {a}{b}}} et {\displaystyle {\frac {a'}{b'}}} deux termes consécutifs tels que {\displaystyle {\frac {a}{b}}<x<{\frac {a'}{b'}}}. On peut vérifier que :
- - soit {\displaystyle b'>{\frac {b{\sqrt {5}}+1}{2}}}
  - soit {\displaystyle b'<{\frac {b{\sqrt {5}}-1}{2}}}

Si {\displaystyle \omega ={\frac {b'}{b}}}, on a {\displaystyle \omega >{\frac {{\sqrt {5}}+1}{2}}} ou {\displaystyle \omega <{\frac {{\sqrt {5}}-1}{2}}}. On peut montrer que {\displaystyle 1+\omega ^{-2}>{\sqrt {5}}\omega ^{-1}}, d'où
{\displaystyle {\frac {1}{\sqrt {5}}}\left({\frac {1}{b^{2}}}+{\frac {1}{b'^{2}}}\right)>{\frac {1}{\omega b^{2}}}}.
Mais d'un autre côté, {\displaystyle {\frac {a'}{b'}}-{\frac {a}{b}}<{\frac {1}{\sqrt {5}}}\left({\frac {1}{b^{2}}}+{\frac {1}{b'^{2}}}\right)}, ce qui termine l'ébauche de démonstration.
Une autre approche consiste à montrer que dans le développement en fraction continue d'un irrationnel, sur trois réduites consécutives, il en existe une qui vérifie l'inégalité annoncée.

## Généralisations
Pour les irrationnels équivalents au nombre d'or, appelés irrationnels nobles, et pour eux seuls, la constante {\displaystyle {\sqrt {5}}} ne peut être améliorée. Si on les exclut, on a un théorème analogue avec la constante {\displaystyle {\sqrt {8}}}, qui est optimale pour les nombres équivalents à {\displaystyle {\sqrt {2}}}. Si on les exclut à leur tour, une nouvelle constante apparait (valant {\displaystyle {\sqrt {221}}/5}) ; la suite de ces constantes, appelées « nombres de Lagrange », est la partie initiale du  « spectre de Lagrange ».